# تیو-
پیشوند تیو- هنگامی که در نامگذاری یک ماده شیمیایی مانند یون اعمال می‌شود، به این معنی است که یک اتم اکسیژن در ترکیب با یک اتم گوگرد جایگزین شده‌است. این اصطلاح اغلب در شیمی آلی استفاده می‌شود. به عنوان مثال، از کلمه اتر، که به یک ترکیب حاوی اکسیژن با ساختار شیمیایی کلی R–O–R' اشاره دارد، که در آن R و R' گروه‌های عاملی آلی هستند و O یک اتم اکسیژن است، کلمه تیواتر آمده‌است. این نام به ترکیبی اشاره دارد که ساختار کلی آن به شکل R-S-R' است، که در آن S یک اتم گوگرد است و با دو گروه آلی پیوند کووالانسی دارد. یک واکنش شیمیایی که شامل جایگزینی اکسیژن با گوگرد است، تیوناسیون نامیده می‌شود.
تیو- را می‌توان با دی- و تری- در نامگذاری شیمیایی پیشوند داد.

## مثال‌ها
- تیوآمید
- تیوسیانات
- تیواتر
- تیوکتون
- تیول
- تیوفن
- تیواوره
- تیوسولفات

## همچنین ببینید
- ترکیبات آلی گوگردی